# Ropivacaină
Ropivacaina este un anestezic local din categoria amidelor, fiind utilizat ca anestezic local de infiltrație sau în anestezie epidurală.
Are un debut lent(10-30 min) și durata lunga de acțiune.

## Utilizări medicale
- Anestezie locală[9][10]
- Anestezie epidurală[9][10]
- Anestezie continuă de nerv periferic[9]